# Isopenicillina-N sintasi
La isopenicillina-N sintasi è un enzima appartenente alla classe delle ossidoreduttasi, che catalizza la seguente reazione:
N-[(5S)-5-ammino-5-carbossipentanoil]-L-cisteinil-D-valina + O2 ⇄ isopenicillina N + 2 H2O
L'enzima fa parte della via di biosintesi della penicillina..